# أديمار دا سيلفا براغا جونيور
أديمار دا سيلفا براغا جونيور (12 أغسطس 1976 في ريو دي جانيرو في البرازيل – )؛ هو لاعب كرة قدم سابق كان يلعب كمدافع.